# Starkné Szilágyi Erzsébet
Starkné Szilágyi Erzsébet (Nagyvárad, 1935. január 29. –) erdélyi magyar könyvszerkesztő.

## Életútja, munkássága
Szülővárosában érettségizett a 2. sz. Leánylíceumban (1952); a Bolyai Tudományegyetem Geológia–Földrajz Karán nyert tanári képesítést (1956). 1957–83 között aligazgatója volt a líceumnak, amelyben érettségizett. 1993-ban, az immár Ady Endre nevét viselő iskola két évszázados fennállásának alkalmából szerkesztette Az Ady Endre Líceum Emlékkönyvét (társszerkesztők László Mária és Tuduka Oszkár, Nagyvárad, 1996; második kiadása 225 év az Orsolya Zárdától az Ady Endre Líceumig címmel, Nagyvárad, 1997).
Társszerzője a Bihar megye útikönyve. Nagyvárad, Érmellék, Berettyó völgye, Hegyköz című kiadványnak (Borbély Gáborral, Dukrét Gézával és Péter I. Zoltánnal, Nagyvárad, 2004; 2. kiad. Nagyvárad, 2006).
2011-ben szerkesztésében jelent meg a Csillagváros visszavárta katona fiát című könyv a Partiumi füzetek sorozat 65. köteteként.